# Astro Robot contatto Ypsilon
Astro Robot contatto Ypsilon (ブロッカー軍団ＩＶマシーンブラスター?, Burokk-a Gundan IV Mashīn Burasutā - Il IV Battaglione Blocker Machine Blasters), anche noto come  Blocker Corps. IV Machine Blaster, è una serie televisiva anime giapponese di genere mecha.

## Produzione e distribuzione
Venne ideato da Akira Hatta e prodotto dalla Nippon Animation nel 1976 e realizzato in 38 episodi. Venne trasmesso dal 5 luglio dello stesso anno al 28 marzo 1977 dall'emittente Fuji TV, mentre in Italia è stato trasmesso dal 1980, prima dalla Rai e poi da diverse emittenti locali. Dal 2012 la serie in italiano è disponibile per la visione in streaming sul sito internet Popcorn TV. Dei "Machine Blasters" fu poi realizzato anche un manga da parte di Kazumine Daiji. La sigla italiana Astro Robot contatto ypsylon è stata incisa da Gli Ypsilon nel 1980. Dal 2019 viene trasmesso su Ka-Boom sul circuito Supersix, però con la sigla giapponese. Inoltre, la preview dell'episodio seguente viene anche trasmesso in giapponese con sottotitoli, nonché alcune scene tagliate. 

## Personaggi
- Ylli Kenyo: (Billy Kenjou nella versione originale), ha tratti somatici tipicamente occidentali (occhi chiari e capelli biondi), pilota il robot Sfondamento Galattico ed è orfano di padre. È doppiato da Massimo Dapporto (1a voce).
- Gensuka Yishida: (Ishida Gennosuke nella versione originale), pilota il robot Terremoto Stellare ed è il leader del gruppo, spesso in aperta polemica con Yanosh. È doppiato da Diego Reggente.
- Yinta Hayani: (Jinta Hayami nella versione originale), viveva in orfanotrofio assieme a Yanosh, dal quale viene "rapito" nel primo episodio per esser messo alla guida di Turbine Solare; è profondamente legato a Yanosh. Doppiato da Fabrizio Mazzotta.
- Yanosh Asuka: (Tempei Asuka nella versione originale) è senz'altro l'eroe della serie, orfano dalla nascita, condivide la vita in istituto con Yinta, ha il potere Y maggiore tra i piloti degli Astrorobot e, nel corso della serie, si scoprirà essere l'ultimo discendente di Norster, lo scienziato Moguru che aveva progettato i 4 Astrorobot, usando il potere Y. Pilota il robot Tempesta Spaziale. È doppiato da Vittorio Guerrieri negli episodi 1-24 e da Claudio Trionfi negli episodi 25-38.
- Uka Oyo: figlia del defunto dottor Hojo, viene adottata dal dottor Uri presso l'astrobase; durante la serie maturerà un forte affetto per Yanosh. È doppiata da Susanna Fassetta.
- Picot: piccolo robottino alleato dei protagonisti.
- Prof. Uri: scienziato che ha progettato i quattro robot terrestri. Doppiato da Renzo Stacchi.
- Regina Sandra: la regina del popolo degli atlantidi; muore nell'ultima puntata travolta dal crollo della sua base.
- Zanga: consigliere e scienziato della regina; si occupa di costruire i mostri robot. Anche lui muore nell'ultimo episodio.
- Gorosky: suddito di aspetto goffo della regina Sandra; viene ucciso nell'ultimo episodio per permettere la fuga alla sua regina.

## Trama
La Terra viene invasa dal popolo dei Moguru, un popolo alieno che si era nascosto nelle profondità oceaniche per 200 milioni di anni, dopo esser sfuggito alla distruzione del satellite di Marte che abitavano originariamente. L'unica arma di difesa a disposizione sono quattro robot progettati dall'ormai defunto professor Hojo, archeologo spaziale che aveva studiato tale popolo. Questi robot sono ora custoditi nella base del dottor Uri e vengono pilotati da quattro ragazzi, ovvero Ylli, Ynta, Yanosh - tutti possessori del cosiddetto "potere Ypsilon" - e Yshida. I Moguru sono comandati da Hellqueen, assistita da Zanga e Gorowsky, che perirà durante la serie e verrà sostituita dalla sorella, Sandra.
Con l'aiuto di un satellite, viene scoperta la base dei Moguru. La regina Sandra raduna l'antico esercito custodito dal terribile Golaius e attacca la base, danneggiandola seriamente. Avviene quindi lo scontro finale che consegna la vittoria allo squadrone degli Astrorobot.

## Armi e dotazioni

### Terremoto Stellare
Nome originale: I - Robocules (ロボクレス?)
Colore: Azzurro, Bianco, Giallo.
- Asce rotanti, due asce fuoriescono dai fianchi del robot.
- Catene spaziali o punte incatenanti, quattro arpioni incatenati escono da ogni avambraccio del robot.
- Fulmine liquefacente, dalle corna del robot viene generato un raggio laser di colore rosa.
- Doppio tomahawk, le asce rotanti vengono unite per formare un'arma più potente.
- Razzi fibulari o missili fibulari, arma in comune con tutti gli Astrorobot: la fibbia della cinta del robot viene scoperta e due missili vengono lanciati.

### Sfondamento Galattico
Nome originale: II - Bullcaesar (ブルシーザー?)
Colore: Verde, Bianco.
- Mitragliera atomica, galattica, dalla testa del robot viene lanciata una salva di otto missili.
- Scossa neutronica o fulmine liquefacente, dalle antenne viene emesso un raggio laser. Il colore può essere Giallo, Rosa o Verde.
- Lame arpionanti, dalle gambe vengono espulse due lame con uncino poi vengono unite a croce o a lancia e scagliate verso il bersaglio.
- Mitragliera atomica, da ogni spalla viene lanciata una salva di proiettili da quattro mitragliatrici di grosso calibro.
- Razzi fibulari.

### Turbine Solare
Nome originale: III - Sandaio (サンダイオー?)
Colore: Nero, Rosso, Bianco.
- Pugno sfaldametalli o disco dirompente, gli avambracci del robot si aprono in avanti e iniziano a girare vorticosamente, viene usato nella lotta corpo a corpo.
- Lame incandescenti o lame bipunta, dalla schiena fuoriescono due punte che si agganciano formando una lancia affilata. Possono unirsi anche a croce o lanciate direttamente tipo missile.
- Fulmine liquefacente, raggio laser giallo, viene emesso dalle antenne sulla testa del robot.
- Razzi fibulari

### Tempesta Spaziale
Nome originale: IV - Bosspalder (ボスパルダー?)
Colore: Rosso, Bianco, Blu.
- Mazza ferrata nucleare, dalle ginocchia escono due palle chiodate con catena, possono essere usate singolarmente o unite.
- Katiuscia termaiolica o termoionica, dalle spalle del robot viene sparata una potente salva di proiettili da una mitragliatrice circolare.
- Sguardo laser, un raggio laser fuoriesce dagli occhi del robot.
- Missili pettorali o razzi disintegranti, il petto del robot si apre e viene lanciata una salva di sei missili, possono sparare in aggiunta anche i razzi fibulari.
- Braccia snodate, i pugni vengono lanciati in avanti ma non si separano dal robot letteralmente si allungano.
- Radiazione aurea, una barriera magnetica circonda il robot.
- Razzi fibulari.

Inoltre gli Astrorobot possono raggrupparsi:
- Girandola Y magnetica, ha molte varianti: i quattro robot si agganciano in cerchio tenendosi i piedi oppure le mani, unendosi incrociando le braccia, unendosi a croce agganciando solo i piedi o agganciandosi due con i piedi e due con le mani. Dopo l'unione i robot iniziano a girare molto veloce fino a formare una specie di vortice, distruggendo qualsiasi nemico. Può essere eseguita anche da solo tre Astrorobot.
- Formazione Samurai, metodo M o sfondamento Y, i robot si raggruppano a forma di Aquila e si lanciano a forte velocità contro il nemico distruggendolo.
- Contatto Y o azione di disturbo, gli Astrorobot si mettono uno dietro l'altro attivando una specie di illusione ottica, subito dopo si trovano alle spalle del nemico.

## Edizione DVD
La Dynit ha curato l'edizione italiana dell'anime pubblicandola in due cofanetti. I sottotitoli sono fedeli ai nomi giapponesi e comprendono le parti non doppiate in italiano. Inoltre, questa edizione viene messa in onda su Ka-Boom. 

## Episodi
| Nº | Titolo italiano Giapponese 「Kanji」 - Rōmaji - Traduzione letterale | In onda           | In onda |
| Nº | Titolo italiano Giapponese 「Kanji」 - Rōmaji - Traduzione letterale | Giapponese        |         |
| 1  | Tempesta fatale 「運命の大あらし！」 - unmei no ooa rashi! – "La grande tempesta del destino" | 5 luglio 1976     |         |
| 2  | Il dolore di Yanosh 「モグール帝国の魔の手」 - moguru teikoku no ma no te – "La mano diabolica dell'impero dei Moghul" | 12 luglio 1976    |         |
| 3  | Al di là dell'odio... 「哀しみのサンレス銃」 - kanashi mino sanresu jū – "Sunless, la pistola della tristezza" | 19 luglio 1976    |         |
| 4  | Un mammuth a Hokkaido 「唸れ！円月廻転」 - re! en gatsu kaiten – "Ruggisci! La rotazione del cerchio lunare" | 26 luglio 1976    |         |
| 5  | La crisi di Ylly 「ビリー剣城危機一髪！」 - biri tsurugi shiro kikiippatsu! – "Billy Kenjo in pericolo" | 2 agosto 1976     |         |
| 6  | Ypsilon... avanti! 「燃えろエレパス我が心」 - moe ro erepasu waga kokoro – "Ardi elepas, nostro animo" | 9 agosto 1976     |         |
| 7  | La pistola a raggi solari 「おとこ仁太よ！サンダイオー」 - otoko hitoshi ta yo! sandaio – "Jinta è un uomo! Sundaio!" | 16 agosto 1976    |         |
| 8  | Picot alla riscossa 「跳べピコット！傷だらけの挑戦」 - tobe pikotto! kizu darakeno chōsen – "Vai Picot! Una battaglia piena di ferite" | 23 agosto 1976    |         |
| 9  | Scivolo infernale 「地獄の空母！ヘルグライド 前編」 - jigoku no kūbo! heruguraido zenpen – "Portaerei infernale Hellglide - Prima parte" | 30 agosto 1976    |         |
| 10 | Yanosh contro il destino 「地獄の空母！ヘルグライド 後編 戦え！涙の河を越えて」 - jigoku no kūbo! heruguraido kōhen tatakae! namida no kawa wo koe te – "Portaerei infernale Hellglide - Seconda parte. Superate il fiume di lacrime combattendo!" | 6 settembre 1976  |         |
| 11 | Una madre mai vista 「友情よ戦火に燃えろ！」 - yūjō yo senka ni moe ro! – "L'amicizia che arde in guerra!" | 13 settembre 1976 |         |
| 12 | Un tormento per Yanosh 「起て天平！宿命の鎖を切れ！」 - tate tenpyō! shukumei no kusari wo kire! – "Alzati Tenpei! Taglia le catene del tuo destino!"                                                                                              | 20 settembre 1976 |         |
| 13 | La ballata del tradimento 「裏切りのバラード」 - uragiri no barado – "La ballata del tradimento" | 27 settembre 1976 |         |
| 14 | "Picot" 「見せろピコット！ロボット魂」 - mise ro pikotto! robotto tamashii – "Picot, mostra l'anima di un robot!" | 4 ottobre 1976    |         |
| 15 | Conchiglie nel mare del Giappone 「命をかけろ！志摩の海に！」 - inochi wokakero! shima no umi ni! – "Rischia la vita nel mare di Shima!" | 11 ottobre 1976   |         |
| 16 | L'uranio rubato 「秘(まるひ)指令！たそがれの潜入」 - hi (maruhi) shirei! tasogareno sennyū – "Comando segreto! Infiltrazione al crepuscolo" | 18 ottobre 1976   |         |
| 17 | C'è una spia, fra noi! 「怒りの海に散った恋」 - ikari no umi ni chitta koi – "L'amore scomparso nel mare di rabbia" | 25 ottobre 1976   |         |
| 18 | Fiamme nel deserto 「砂漠は燃えているか」 - sabaku ha moe teiruka – "Il deserto va a fuoco?" | 1º novembre 1976  |         |
| 19 | Tempesta artica 「死の吹雪！北極圏を突っ走れ」 - shino fubuki! hokkyokuken wo tsuppashire – "Bufera di morte! Corri per il circolo polare artico"                                                                                                  | 8 novembre 1976   |         |
| 20 | Oltre l'amicizia 「愛と憎しみをこえて」 - ai to nikushimi wokoete – "Superando l'amore e l'odio" | 15 novembre 1976  |         |
| 21 | I Moguru attaccano ancora 「逆襲モグール軍団！」 - gyakushū moguru gundan! – "Il contrattacco dell'armata Moghul" | 22 novembre 1976  |         |
| 22 | La medicina degli Incas 「呪われたインカの秘薬」 - norowa reta inka no hiyaku – "Il farmaco maledetto degli Inca" | 29 novembre 1976  |         |
| 23 | Ninna nanna in un campo di battaglia 「きけ！戦場の子守り唄」 - kike! senjō no komori uta – "Ascolta la ninna-nanna del campo di battaglia!" | 6 dicembre 1976   |         |
| 24 | Vivi fino a domani 「明日（あした）につなげ!命の火」 - ashita (ashita) nitsunage! inochi no hi – "Il fuoco della vita che ci collega al domani" | 13 dicembre 1976  |         |
| 25 | Gloria alla regina degli inferi 「ヘルクィーン地獄の栄光」 - herukuin jigoku no eikō – "Hellqueen, la gloria dell'inferno" | 20 dicembre 1976  |         |
| 26 | E spuntò l'arcobaleno 「君よ大空に虹を見たか」 - kun yo oozora ni niji wo mita ka – "Hai visto un arcobaleno in cielo?" | 27 dicembre 1976  |         |
| 27 | Melodia di vita e di morte 「生と死のメロディ」 - nama to shino merodei – "Melodia di vita e di morte" | 10 gennaio 1977   |         |
| 28 | Il ritorno degli Astrorobot 「遥かなるマシンブラスター」 - haruka naru mashinburasuta – "I lontani Machine Blaster" | 17 gennaio 1977   |         |
| 29 | Oltre la gloria 「走れ!!栄光のアルプスを！」 - hashire!! eikō no arupusu wo! – "Corri per le gloriose Alpi!" | 24 gennaio 1977   |         |
| 30 | Danze al crepuscolo 「夕映えに踊れ！」 - yūbae ni odore! – "Danza nel tramonto!" | 31 gennaio 1977   |         |
| 31 | Il vecchio e la nave da guerra 「深海に賭ける夢」 - shinkai ni kake ru yume – "Il sogno a rischio in fondo al mare" | 7 febbraio 1977   |         |
| 32 | Il lamento della foresta 「原生林に吼えろ！」 - genseirin ni kō ero! – "Ulula nella foresta vergine" | 14 febbraio 1977  |         |
| 33 | Scherzo fatale 「恐怖の魔仏！デスドール」 - kyōfu no ma hotoke! desudoru – "Deathdoll il demone del terrore" | 21 febbraio 1977  |         |
| 34 | Una principessa all'attacco 「ヘルサンドラ殴り込み！」 - herusandora nagurikomi! – "L'assalto di Hellsandra" | 28 febbraio 1977  |         |
| 35 | Un segreto spaziale 「意外！ボスパルダーの秘密」 - igai! bosuparuda no himitsu – "L'incredibile segreto di Boss Palder" | 7 marzo 1977      |         |
| 36 | La valle della morte 「恐怖！死の谷の脱走」 - kyōfu! shino tani no dassō – "Terrore! Fuga nella Valle della Morte" | 14 marzo 1977     |         |
| 37 | La rosa infernale 「死の人喰い花」 - shino hitokui hana – "I mortali fiori mangiauomini" | 21 marzo 1977     |         |
| 38 | Battaglia mortale 「大激突！氷海の死闘！」 - dai gekitotsu! hyōkai no shitō! – "Scontro violento! Combattimento disperato sul mare ghiacciato" | 28 marzo 1977     |         |